# Семиха Боровац
Семиха Боровац (рођена 2. марта 1955) је босанскохерцеговачка правница, политичарка и 35. градоначелница Сарајева, на функцији је била од 2005. до 2009. године. Прва је градоначелница Сарајева и чланица Странке демократске акције. Била је и министарка за људска права и избеглице 2015—2019.

## Биографија
Рођена је 2. марта 1955. у Сарајеву где је завршила Основну школу „Ахмет Фетахагић”, Другу гимназију и дипломирала на Правном факултету Универзитету у Сарајеву 1977. године. Квалификацију је стекла 2000, а следеће године такође се квалификовала за тренера у Удружењу грађана за иницијативу за локални развој. Била је 35. градоначелница Сарајева 2005—2009. Постала је министарка за људска права и избеглице 31. марта 2015. у влади Дениса Звиздића. У току прве године на функцији се састала са избегличким породицама широм Босне и Херцеговине. Потписала је 26. јануара 2016. споразум са градоначелницима из градова широм земље и министрима оба ентитета обећавајући да ће изградити 438 домова за породице расељене у рату у Босни и Херцеговини 1990-их. Мандат министра јој је престао 23. децембра 2019. Удата је за Миралема Боровца са којим има две ћерке.